# کراتیت قارچی
کراتیت قارچی یک عفونت قارچی قرنیه است. که می‌تواند منجر به ایجاد نابینایی یا کوری در افراد شود. معمولاً با چشم قرمز، دردی و تاری دید ایجاد می‌شود. همچنین حساسیت به نور افزایش یافته و اشک یا ترشح بیش از حد وجود دارد.
این بیماری توسط ارگانیسم‌های قارچی مانند فوزاریوم، آسپرژیلوس یا کاندیدا ایجاد می‌شود.
کراتیت قارچی توزیع جهانی دارد، اما در مناطق گرمسیری شایع تر است. سالانه حدود یک میلیون نفر به دلیل کراتیت قارچی نابینا می‌شوند. تئودورلبر برای اولین بار یک مورد کراتیت قارچی ناشی از آسپرژیلوس را در سال ۱۸۷۹توصیف کرد.

## علائم و نشانه‌ها
علائم کراتیت قارچی معمولاً در طی ۱۰–۵روز ظاهر می‌شود و با چشم دردناک، تاری دید و قرمزی چشم ظاهر می‌شود. افزایش حساسیت به نور و پارگی یا ترشح بیش از حد وجود دارد. علائم در مقایسه با یک زخم باکتریایی مشابه به‌طور قابل توجهی کمتر است. علائم ممکن است پس از برداشتن لنزهای تماسی، یا پس از درمان آنتی‌بیوتیکی باقی بماند.
علائم:پلک‌ها و آدنکس‌های درگیر ادم و قرمزی را نشان می‌دهند، ملتحمه سینه زده شده‌است. زخم ممکن است وجود داشته باشد. این یک زخم قرنیه به ظاهر خشک با ضایعات ماهواره ای در قرنیه یا اطراف آن ایجاد می‌شود. معمولاً با زخم قارچی هیپوپیون همراه است که بیشتر ظاهری کرکی سفید دارد. به ندرت ممکن است به بخش خلفی گسترش پیدا می‌کند و در مراحل بعدی باعث بروز اندوفتالمیت می‌شود که منجر به تخریب چشم می‌شود. (اندوفتالمیت قارچی بسیار نادر است)

## علل
گزارش شده‌است که کراتیت قارچی توسط بیش از ۷۰قارچ مختلف ایجاد می‌شود. که در ۹۵ درصد موارد فوزاریوم، آسپرژیلوس، و کاندیدا مسئول هستند.
قارچ نوع آ شایع‌ترین انواع آسپرژیلوس هستند که باعث کراتیت قارچی می‌شود.f.solaniشایع‌ترین نوع فوزاریوم و انواع دیگر آن شاملcurvularia و acremonium می‌باشد.c.parapsilosis انواع اصلی کاندیدا هستند که باعث کراتیت قارچی می‌شوند.

## پاتوفیزیولوژی
رویداد تشدید کننده برای کراتیت قارچی تروما با یک ماده گیاهی آلی است. صدمه با خار، یا در کارگران کشاورزی، ضربه و برخورد چشم به بوته گندم در حین بریدن محصول معمولی است. این قارچ را مستقیماً در قرنیه ایجاد می‌شود. قارچ به آرامی درون چشم رشد می‌کند و تکثیر می شودتا لایه‌های استرومای قدامی و خلفی چشم را در بربگیرد. قارچ می‌تواند از غشای چشمی عبور کند و به محفظه قدامی منتقل شود. که باعث می‌شود بیمار چند روز یا چند هفته بعد با کراتیت قارچی به درمانگاه مراجعه کند.

## تشخیص
تشخیص توسط چشم پزشک که علائم و نشانه‌های معمول را با هم مرتبط می‌سازد انجام می‌شود. اغلب اوقات ممکن است نادیده گرفته شود و به اشتباه به عنوان زخم باکتریایی شناخته شود. تشخیص قطعی تنها پس از گزارش کشت مثبت (لاکتوفنول پنبه آبی، محیط کلکوفلور) که معمولاً یک هفته طول می‌کشد تا بعد از خراش دادن قرنیه ایجاد شود. پیشرفت‌های اخیر در تست‌های ایمونولوژیک PCR و REF صورت گرفته‌است که می‌تواند نتایج سریع تر و موثرتری همراه داشته باشد.

### طبقه‌بندی
کراتیت عفونی می‌تواند باکتریایی یا قارچی یا از نوع ویروسی یا از نوع تک یاخته ای باشد. تفاوت‌های قابل توجه ای در چشم بیماران امکان تشخیص احتمالی توسط متخصص چشم را فراهم می‌کند. و به ایجاد و درمان ضدعفونی کننده ماسب کمک می‌کند.

## جلوگیری
پیشگیری از تروما با مواد گیاهی/آلی به ویژه در کارگران کشاورزی در حین برداشت می‌تواند باعث بروز کراتیت قارچی را کاهش داد. استفاده از عینک‌های محافظ پهن و سپر دار برای افراد در معرض خطر کراتیت توصیه می‌شود.

## رفتار
تشخیص کراتیت قارچی نیاز به درمان و تجربه فوری دارد.
سوسپانسیون چشمی ناتامایسین داروی پیشنهادی برای عفونت قارچی رشته‌ای است.
محلول چشمی فلوکونازول برای عفونت کاندیدا و قطره چشمی آمفوتریسین بی برای موارد بسیار حاد استفاد می‌گردد که البته بسیار سمی و خطرناک است و برای ساخت و تجویز آن نیاز به داروساز متخصص دارد.
سایر داروهای موجود با موفقیت متوسطی پاسخگو بوده‌اند.
بررسی‌های کاکرین در سال ۲۰۱۵ برای بهترین راه درمان کراتیت قارچی بود که نتوانست هیچ نتیجه ای مطلوبی بگیرد به علت اینکه این بررسی شامل داروهای مختلف استفاده شده بود. توسط این بررسی به این نتیجه رسیدند که افرادی که ناتامایسین استفاده می‌کنند کمتر احتمال دارد سوراخی در قرنیه آنها ایجاد شود و نیاز به عمل جراحی پیدا کنند.

## پیش‌بینی
این عفونت قارچی معمولاً مدت زیادی طول می‌کشد تا بهبودی کامل پیدا کند زیرا روند رشد قارچ به طورکلی کند است. سوراخ شدن قرنیه چشم می‌تواند در بیماران مبتلا به کراتیت عفونی قارچی درمان نشده یا تا حدی درمان شده رخ دهد و نیاز به عمل جراحی پیوند قرنیه دارد.

## همه گیرشناسی
کراتیت قارچی در مناطق گرمسیری با جمعیت زیاد کشاورزی شایع زیادی دارد. کشور هند موارد زیاد ابتلا به کراتیت قارچی را دارا می‌باشد. اما به علت سیستم گزارش و کمبود امکانات بهداشتی جمع‌آوری اطلاعات و داده‌ها دقیق صورت نمی‌گیرد. فلوریدا در ایالات متحده به‌طور مکرر گزارش موارد از کراتیت قارچی را با گونه‌های ASGILL , FUSARIUM و به عنوان شایع‌ترین علل‌ها گزارش می‌کنند.
بر اساس گزارش صندوق اقدام جهانی برای عفونت‌های قارچی، هر ساله حدود ۱ میلیون مورد نابینایی به دلیل کراتیت قارچی وجود دارد.

## تاریخ
یک مورد کراتیت قارچی ناشی از آسپرژیلوس برای اولین بار توسط تئودورلبر در سال ۱۸۷۹در یک کشاورز ۵۴ساله که چشم خود را زخم کرد توصیف و گزارش شده‌است.

## جامعه و فرهنگ
از دست دادن بینایی با کراتیت قارچی می‌تواند از نظر اقتصادی و اجتماعی کاملاً بحران باشد. بسیار افراد مبتلا به کراتیت قارچی تنها در چشم هستند و در نتیجه به علت این بیماری نابینا می‌شوند. فقدان آموزش و مراقبت از چشم در چنین مواردی به‌طور هویدا باعث وضعیت تاسف باری می‌شود.

## موارد قابل توجه
اخیراً، یک محصول خاصی به نام لنز تماسی نرم با توجه به گزارش مرکز کنترل و پیشگیری از بیماری‌های ایالات متحده مبنی بر افزایش این لنز برای بروز خاص نوع کراتیت قارچی خبر داده‌است.